# Giovanni Pozzi
Giovanni Pozzi (Locarno, 20 giugno 1923 – Lugano, 20 luglio 2002) è stato un religioso e critico letterario svizzero-italiano.

## Biografia
Figlio di Ettore Pozzi e di Maria Rosa Patocchi, fu battezzato con il nome di Paolo. All'età di undici anni entrò nel Convento dei cappuccini di Faido, proseguendo quindi i suoi studi a Cesena dove prese i voti con il nome di Giovanni e dove venne ordinato sacerdote nel 1948. Dal 1948 al 1954 continuò gli studi all'Università di Friburgo (sotto la guida di Gianfranco Contini e di Giuseppe Billanovich); dal 1960 al 1988 fu docente di letteratura italiana nella stessa università.
Fu saggista e critico letterario di fama internazionale. Grande fu il suo interesse per i messaggi in parole e immagini dei mistici dell'epoca barocca. Nel 1964 pubblicò presso lo Studio Bibliografico Antenore (poi Editrice Antenore) di Padova (dei maestri e poi sodali, i fratelli Giuseppe e Guido Billanovich) l'edizione monumentale dell'Hypnerotomachia Poliphili di Francesco Colonna (1499). L'impresa ecdotica pozziana di maggior rilievo è forse quella legata all'uscita del testo critico, riccamente commentato, de L'Adone di Giovan Battista Marino (1976, 2ª ed. 1988).

## Pubblicazioni principali
- Saggio sull'oratoria sacra nel Seicento esemplificato sul padre Emmanuele Orchi, Istituto di studi francescani, 1954.
- Dicerie sacre e Strage degl'innocenti. di Giambattista Marino, Einaudi, Torino 1960.
- Hypnerotomachia Poliphili, di Francesco Colonna, edizione critica in collaborazione con L. A. Ciapponi, 1964.
- Castigationes Plinianae et in Pomponium Melam, di Ermolao Barbaro, edizione critica, 1973-1979.
- La rosa in mano al professore, 1974.
- Adone, edizione critica, Mondadori 1976.
- La parola dipinta, (collezione di poesie per l'occhio prima che per l'orecchio, dai technopenoi alessandrini e soprattutto medievali ai calligrammes di Guillaume Apollinaire), Adelphi, Milano, 1981.
- Come pregava la gente, Archivio Storico Ticinese, 1983.
- Temi, topoi, stereotipi, saggio, in Letteratura italiana, Einaudi, 1984.
- Poesia per gioco. Prontuario di figure artificiose, 1984.
- Le parole dell'estasi, 1984.
- Rose e gigli per Maria: un'antifona dipinta, 1987.
- Il parere autobiografico di Veronica Giuliani, 1987.
- Adone, edizione rivista, Adelphi, 1988.
- Scrittrici mistiche italiane, (in collaborazione con Claudio Leonardi), 1988.
- Des fleurs dans la poésie italienne, 1989.
- Il libro dell'esperienza della Beata Angela da Foligno, 1992.
- Sull'orlo del visibile parlare, Milano, Adelphi, 1993.
- Alternatim, Adelphi, 1996.
- Grammatica e retorica dei santi, Milano, Vita e Pensiero, 1997.
- Tacet, Adelphi, 2002.
- In forma di parola, Milano, Medusa Edizioni, 2003.

## Riconoscimenti
- Premio internazionale «Galileo Galilei» dei Rotary Italiani per la Storia della letteratura italiana, 1992.
- Premio Viareggio-Repaci, 1996 per Alternatim.[2]
- Premio Chiara alla carriera, 1998.[3]
- Premio del Centenario della BSI SA, 2000.